# Chris Isaak

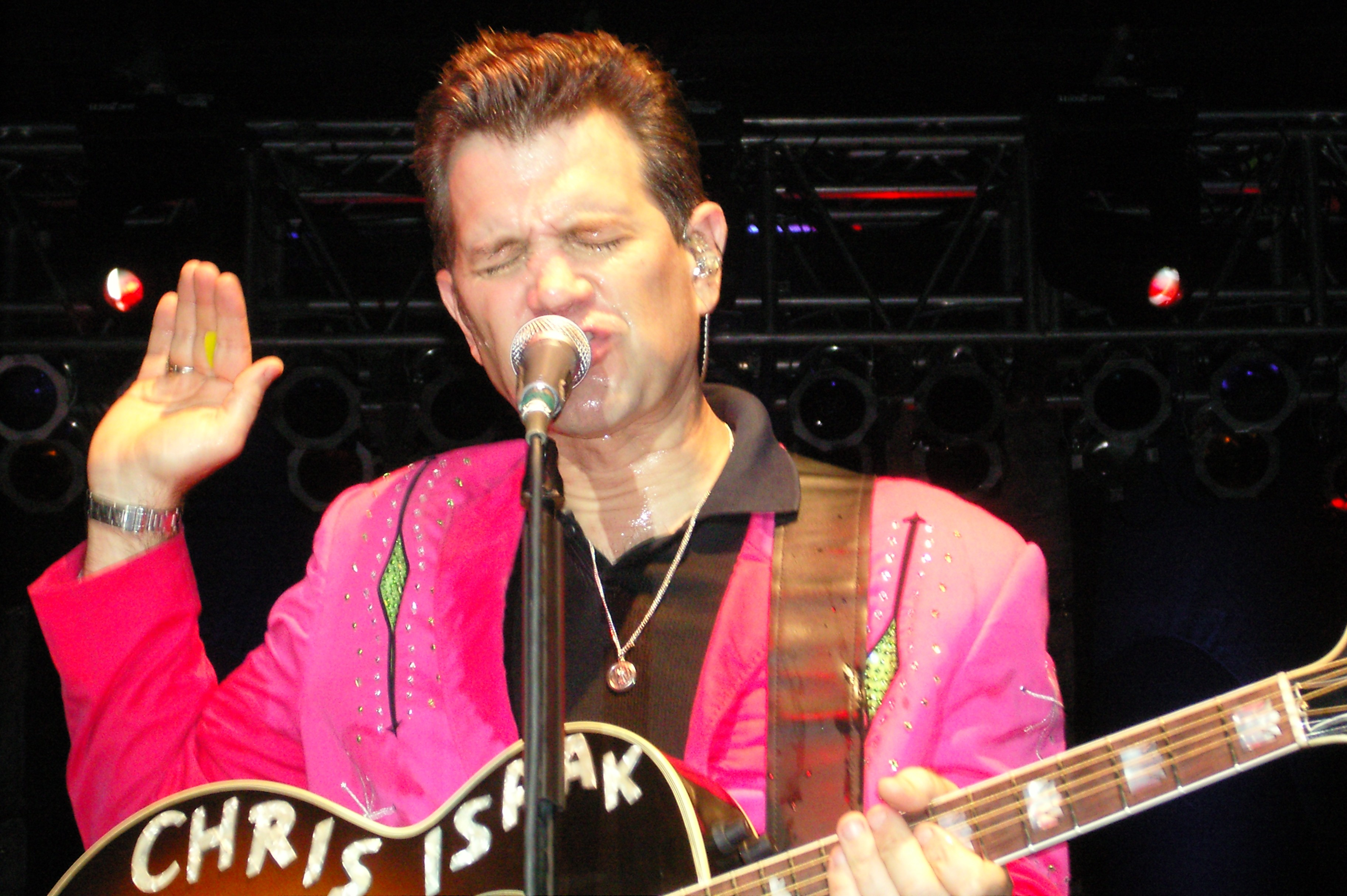
Chris Isaak el 2006 al Pompano Beach Amphitheater

Christopher Joseph Isaak, més conegut com a Chris Isaak (Stockton, Califòrnia, 26 de juny de 1956) és un cantant i compositor estatunidenc que també ha actuat a diverses pel·lícules. Es feu conèixer mundialment gràcies al seu èxit Blue Hotel.

## Discografia
- Silvertone (1985)
- Chris Isaak (1987)
- Heart Shaped World (1989)
- Wicked Game (recopilació, 1991)
- San Francisco Days (1993)
- Forever Blue (1995)
- Baja Sessions (1996)
- Speak of the Devil (1998)
- Always Got Tonight (2002)
- Christmas (àlbum de Nadal, 2004)
- Best of Chris Isaak (recopilació, 206)
- Live in Australia (2008; Live del 2006)
- Mr. Lucky (2009)
- Live At The Fillmore (2010; Live del 2008)
- Beyond The Sun (2011; doble àlbum)